# Franco Restivo
Franco Restivo (Palerm, 1911 – Francavilla di Sicilia, 1976) fou un polític sicilià. El seu pare era jurista i diputat, estudià lleis a la Universitat de Palerm. El 1943 esdevingué professor de dret constitucional a la Facultat de Dret de la Universitat de Sicília, i després ensenyà dret públic a la Facultat d'Economia i Comerç de la mateixa universitat. Alhora, milità a la Democràcia Cristiana Italiana.
A les eleccions legislatives italianes de 1946 fou elegit diputat de l'Assemblea Constituent, però dimití l'any següent, més interessat pels problemes de Sicília, i fou elegit diputat de l'Assemblea Regional Siciliana a les eleccions regionals de Sicília de 1947, 1951 i 1955. Fou assessor regional d'hisenda i d'ens locals en el govern Alessi, i de 1949 a 1955 fou president de Sicília.
A les eleccions legislatives italianes de 1958 fou elegit diputat per Sicília Occidental, i durant la legislatura fou membre de la Comissió de Finances i del Tresor, del Comitè de Direcció del Grup Parlamentari de la DC, president de la comissió parlamentària per a la supervisió de la radiodifusió i president de la comissió d'investigació per als judicis d'acusació contra els parlamentaris. Reescollit a les eleccions legislatives italianes de 1963, fou nomenat vicepresident de la Cambra dels Diputats i el 1966 fou nomenat ministre d'agricultura del tercer govern d'Aldo Moro.
Reescollit a les eleccions legislatives italianes de 1968, fou ministre d'interior amb Giovanni Leone, Mariano Rumor i Emilio Colombo (1972). Poc després Giulio Andreotti el nomenà ministre de defensa. Durant la seva gestió a interior va haver d'enfrontar-se a un greu deteriorament de la política pública: la delinqüència comuna i mafiosa, les protestes jovenils i el terrorisme polític. La seva acció va ser criticada tant per l'esquerra i la dreta, en aquest cas en relació amb l'"encobriment" de l'informe del prefecte Libero Mazza sobre la violència política a Milà.